# Wiceprezydenci Południowej Afryki
Obecnie istnieje stanowisko zastępcy prezydenta Republiki Południowej Afryki, który często nazywany jest wiceprezydentem. Analogiczna funkcja istniała przez krótki okres w czasie wyłącznych rządów białej mniejszości (apartheid), kiedy oficjalnie zwano osobę ją zajmującą wiceprezydentem.

## 1981–1984(okres apartheidu)
- Alwyn Schlebusch (1 stycznia 1981 - 14 września 1984)
  - Schlebusch był jedyną osobą zajmującą tę pozycję. Utworzono ją, kiedy Senat został zlikwidowany. W tym czasie Schlebusch przewodniczył Prezydenckiej Komisji, która miała za zadanie przygotowanie nowej konstytucji. Na mocy tej konstytucji zniesiono urząd premiera, a ceremonialna dotychczas pozycja prezydenta państwa (Staatspresident) została obdarzone realną władzą wykonawczą. Wtedy też zlikwidowano pozycję wiceprezydenta.

## Zastępcy prezydenta (od1994)
1. Frederik Willem de Klerk i Thabo Mbeki (1994–1996, równolegle) – prezydent Nelson Mandela
2. Thabo Mbeki (1996–1999) – prezydent Nelson Mandela
3. Jacob Zuma (1999–2005) – prezydent Thabo Mbeki
4. Phumzile Mlambo-Ngcuka (2005–2008) – prezydent Thabo Mbeki
5. Baleka Mbete (2008–2009) – prezydent Kgalema Motlanthe
6. Kgalema Motlanthe (2009–2014) – prezydent Jacob Zuma
7. Cyril Ramaphosa (2014–2018) – prezydent Jacob Zuma
8. David Mabuza(inne języki) (2018–2023) – prezydent Cyril Ramaphosa
9. Paul Mashatile(inne języki) (2023–) – prezydent Cyril Ramaphosa

Zastępca prezydenta RPA jest mianowany i odwoływany przez prezydenta.

## Źródła
- Strona oficjlna. www.thepresidency.gov.za. [dostęp 2025-07-03]. (ang.).
- Former Heads of State, Former Heads of Government and Former Governors-General and their Deputies. www.thepresidency.gov.za. [dostęp 2025-07-03]. (ang.).
- Lista wiceprezydentów RPA. Rulers.org. [dostęp 2025-07-03]. (ang.).